# 佐葦
佐葦（さい）は、古事記に表れる単語のひとつ。意味は山百合草。
この河の名を狭井河と言うのは、その河のほとりには山百合草が多かった。そこで山百合草の名を取って、狭井河と名づけた。山百合草は、そのもとの名を、佐葦と言ったからである。